# Elsa Fougt
Elsa Fougt, född 1744, död 1826, var en svensk boktryckare och en central gestalt i det sena 1700-talets svenska bokmarknad. Hennes främsta uppgift var att 1772–1811 driva Kongl. Tryckeriet, det tryckeri som ansvarade för Sveriges officiella tryck, men hon verkade dessutom som förläggare, bokhandlare, stilgjutare, bokimportör samt redaktör för tidningen Stockholms Weckoblad.

## Biografi
Elsa Fougt var dotter till den före detta kungliga boktryckaren Peter Momma och tidningsutgivaren Anna Margareta von Bragner. År 1762 gifte hon sig med ämbetsmannen och Linnélärjungen Henric Fougt. 
Då makarna Momma båda dog år 1772 övertog dottern Elsa och svärsonen Henric deras samtliga affärsverksamheter, där Kongl. Tryckeriet intog den främsta platsen: det var maken som fick titeln Kungl boktryckare, men båda makarna ägde var sin andel. Tillsammans drev de sina företag; tryckeri vid Lilla Nygatan, pappersbrukförlag och en bokhandel vid Stora Nygatan, fram till Henrik Fougts död år 1782. Elsa Fougt var också redaktör för Stockholms Weckoblad från 1774 till 1779.
Då Elsa Fougt i och med makens bortgång uppnådde änkeståndet och därmed blev myndig år 1782, fick hon juridisk rätt till total kontroll över sina företag. Hon blev därmed också kunglig hovtryckare. Två män ansökte om att få bli hovtryckare, men avvisades med hänvisning till att posten redan innehades av Fougt. Hon drev sina företag självständigt till och med 1811, då hon överlät verksamheterna på sin son Henrik Fougt d.y., som 1835 sålde tryckeriet till P. A. Norstedt & Söner.
Under Elsa Fougts ledning inledde Kongl. Tryckeriet en stor satsning på svensk och fransk dramatik. I sin boklåda sålde Fougt såväl tysk som fransk litteratur, och importerade även böcker från det beryktade bokförlaget Société Typographique de Neuchâtel i Schweiz. Hon ansågs framgångsrik och var respekterad i sin samtidoch tryckte populära böcker som Cajsa Wargs kokbok, Princes Abc-bok och Arndts Paradis lustgård. 
Fougt var mor till sex barn, varav fyra uppnådde vuxen ålder. Därtill var hon medlem i Stora Amaranterorden, inom vilken hon höll två minnestal: över Anna Charlotta von Stapelmohr och Beata Elisabeth Théel.